# Малое (озеро, Карелия)
Малое — пресноводное озеро на территории Новинского сельского поселения Кондопожского района Республики Карелии.

## Общие сведения
Площадь озера — 1,3 км². Располагается на высоте 66,1 метров над уровнем моря.
Форма озера продолговатая: оно более чем на два километра вытянуто с северо-запада на юго-восток. Берега каменисто-песчаные, местами заболоченные.
Из северо-западной оконечности озера вытекает безымянный водоток, впадающий в Гангозеро, из которого также вытекает ручей без названия, впадающий в Онежское озеро.
К северо-востоку от озера расположена деревня Большое Гангозеро, через которую проходит дорога местного значения 86К-60 («Новинка — Малое Гангозеро»).
Код объекта в государственном водном реестре — 01040100611102000018374.